# Salix (Iowa)
Salix és una població dels Estats Units a l'estat d'Iowa. Segons el cens del 2000 tenia 370 habitants.

## Demografia
Segons el cens del 2000, Salix tenia 370 habitants, 154 habitatges, i 97 famílies. La densitat de població era de 213,2 habitants/km².
Dels 154 habitatges en un 31,2% hi vivien nens de menys de 18 anys, en un 51,9% hi vivien parelles casades, en un 7,8% dones solteres, i en un 36,4% no eren unitats familiars. En el 34,4% dels habitatges hi vivien persones soles el 14,3% de les quals corresponia a persones de 65 anys o més que vivien soles. El nombre mitjà de persones vivint en cada habitatge era de 2,4 i el nombre mitjà de persones que vivien en cada família era de 3,11.
Per edats la població es repartia de la següent manera: un 28,9% tenia menys de 18 anys, un 3,2% entre 18 i 24, un 32,4% entre 25 i 44, un 17,8% de 45 a 60 i un 17,6% 65 anys o més.
L'edat mediana era de 36 anys. Per cada 100 dones de 18 o més anys hi havia 93,4 homes.
La renda mediana per habitatge era de 27.396 $ i la renda mediana per família de 37.500 $. Els homes tenien una renda mediana de 30.250 $ mentre que les dones 21.250 $. La renda per capita de la població era de 15.242 $. Entorn del 5,2% de les famílies i el 9,4% de la població estaven per davall del llindar de pobresa.

## Poblacions més properes
El següent diagrama mostra les poblacions més properes.